# Dissoziationskonstante
Die Dissoziationskonstante Kd ist in der Chemie ein Maß dafür, wo sich in einer Dissoziationsreaktion ein Gleichgewicht einstellt. Sie gibt an, „auf welcher Seite“ der Reaktion das Gleichgewicht liegt bzw. in welcher Form (dissoziiert oder undissoziiert) die Substanz bevorzugt vorliegt: je größer Kd (die Dissoziationskonstante), desto weiter liegt das Gleichgewicht bei der dissoziierten Form. Man nimmt dabei an, dass es sich um eine ideale Lösung handelt, sie also verdünnt genug ist, dass Anziehungskräfte der Teilchen vernachlässigt werden können. Will man bei realen Lösungen (> 0,1 molar) das Massenwirkungsgesetz anwenden, muss man mit einem Korrekturfaktor arbeiten. Sofern es sich bei dem bindenden Molekül um einen Inhibitor handelt, wird die Dissoziationskonstante auch als Hemmungskonstante bezeichnet.
{\displaystyle {\ce {AB <=> A + B}}}
Die Dissoziationskonstante ist ein Spezialfall der Gleichgewichtskonstante aus dem Massenwirkungsgesetz:
{\displaystyle K_{d}={\frac {c(A)\cdot c(B)}{c(AB)}}={\frac {k_{1}}{k_{-1}}}}
mit
- den Konzentrationen c(A), c(B), und c(AB) der Stoffe A, B und AB in Mol pro Liter (mol/l)
- den Geschwindigkeitskonstanten {\displaystyle k_{1}} für die Dissoziationsreaktion als Hinreaktion und {\displaystyle k_{-1}} für die Assoziationsreaktion als Rückreaktion.

Statt Kd ist es auch möglich einen Dissoziationsgrad α in Prozent anzugeben. Wird dies bei Säuren getan, so spricht man von schwachen Säuren, wenn α < 1 %, von mittelstarken Säuren, wenn α > 1 % und von starken Säuren, wenn α ≈ 100 %. Die Werte beziehen sich auf eine einmolare Lösung.
Bei Reaktionen in Lösungen ist die Dissoziationskonstante im thermodynamischen Sinne praktisch nur von der Temperatur abhängig. Theoretisch wird sie auch vom Druck beeinflusst, was jedoch nur bei Gasen eine Rolle spielt.

## Beispiel: Thermische Dissoziation von Distickstofftetroxid
Der thermische Zerfall von Distickstofftetroxid zu Stickstoffdioxid ist eine Gleichgewichtsreaktion:
{\displaystyle {\ce {N2O4<=>2\,NO2}}}
Sie wird gern als Schauexperiment vorgeführt, da die Gleichgewichtseinstellung hinreichend schnell verläuft und ihre Änderung in einem moderaten Temperaturbereich erfolgt. Eine mit Distickstofftetroxid/Stickstoffdioxid gefüllte Ampulle zeigt im warmen Wasser die Gleichgewichtseinstellung zum rotbraunen Stickstoffdioxid, im Eiswasser erfolgt eine Entfärbung infolge der Gleichgewichtsverschiebung zum farblosen Distickstofftetroxid.
Die Dissoziationskonstante kann hier über die konzentrationsproportionalen Partialdrücke wiedergegeben werden:
{\displaystyle K_{d}={p^{2}(\mathrm {NO_{2}} ) \over p(\mathrm {N_{2}O_{4}} )}}
Der Wert der Dissoziationskonstante hängt signifikant von der Temperatur ab.
| T in °C   | 0      | 8,7    | 25    | 35    | 45    | 50    | 86,5  | 101,5 | 130,8 |
| --------- | ------ | ------ | ----- | ----- | ----- | ----- | ----- | ----- | ----- |
| Kd in atm | 0,0177 | 0,0374 | 0,147 | 0,302 | 0,628 | 0,863 | 7,499 | 16,18 | 59,43 |